# Evinus graminicolus
Evinus graminicolus är en insektsart som beskrevs av Dlabola 1977. Evinus graminicolus ingår i släktet Evinus och familjen dvärgstritar. Inga underarter finns listade i Catalogue of Life.